# 若草伽藍

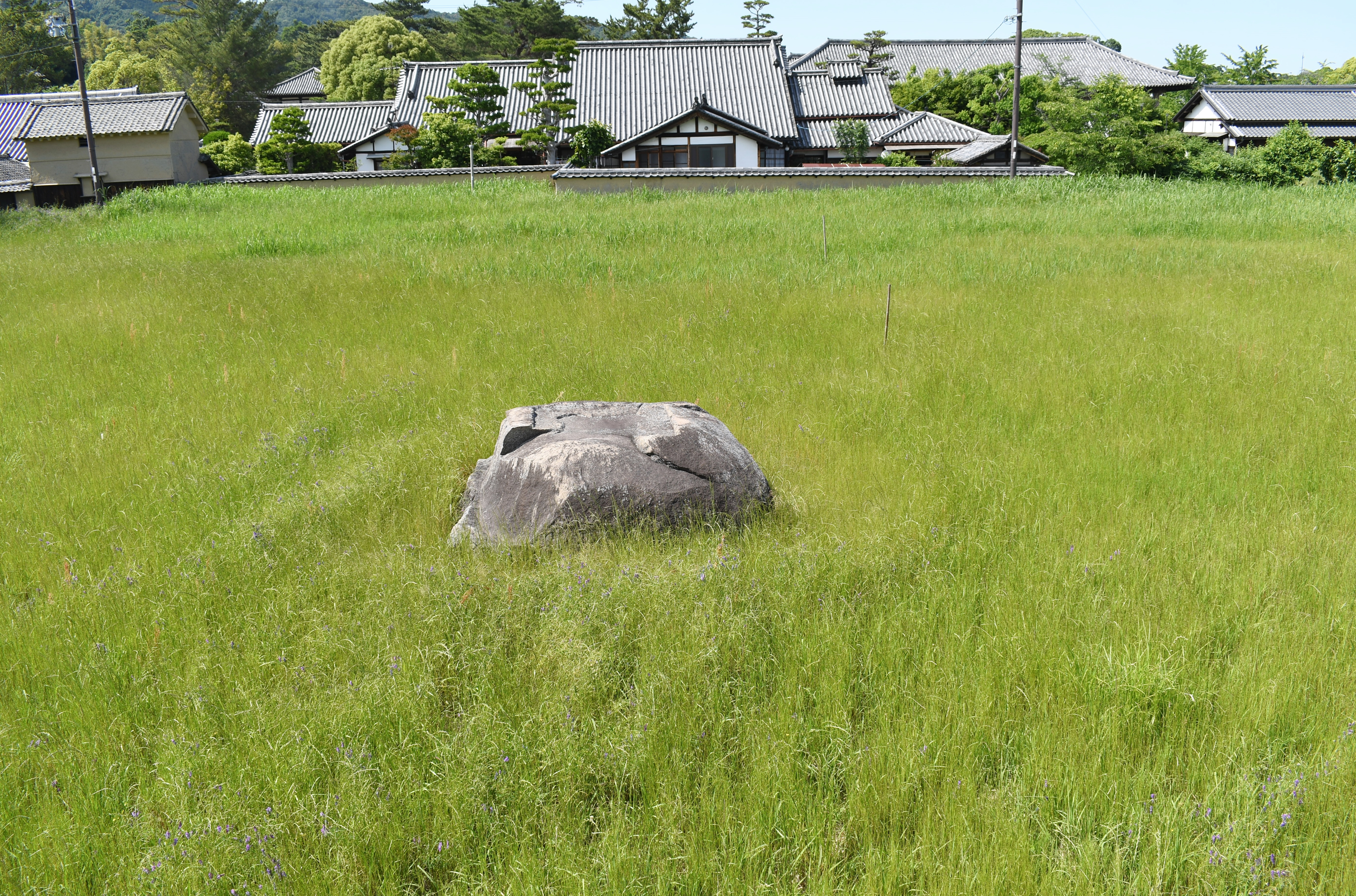
若草伽藍跡 塔跡付近（後背に普門院）

若草伽藍（わかくさがらん、斑鳩寺/若草寺/創建法隆寺）は、奈良県生駒郡斑鳩町法隆寺山内・法隆寺1丁目にある古代寺院跡。法隆寺の創建期伽藍跡と推定される。主要部分は国の史跡に指定されている（史跡「法隆寺旧境内」のうち）。

## 概要

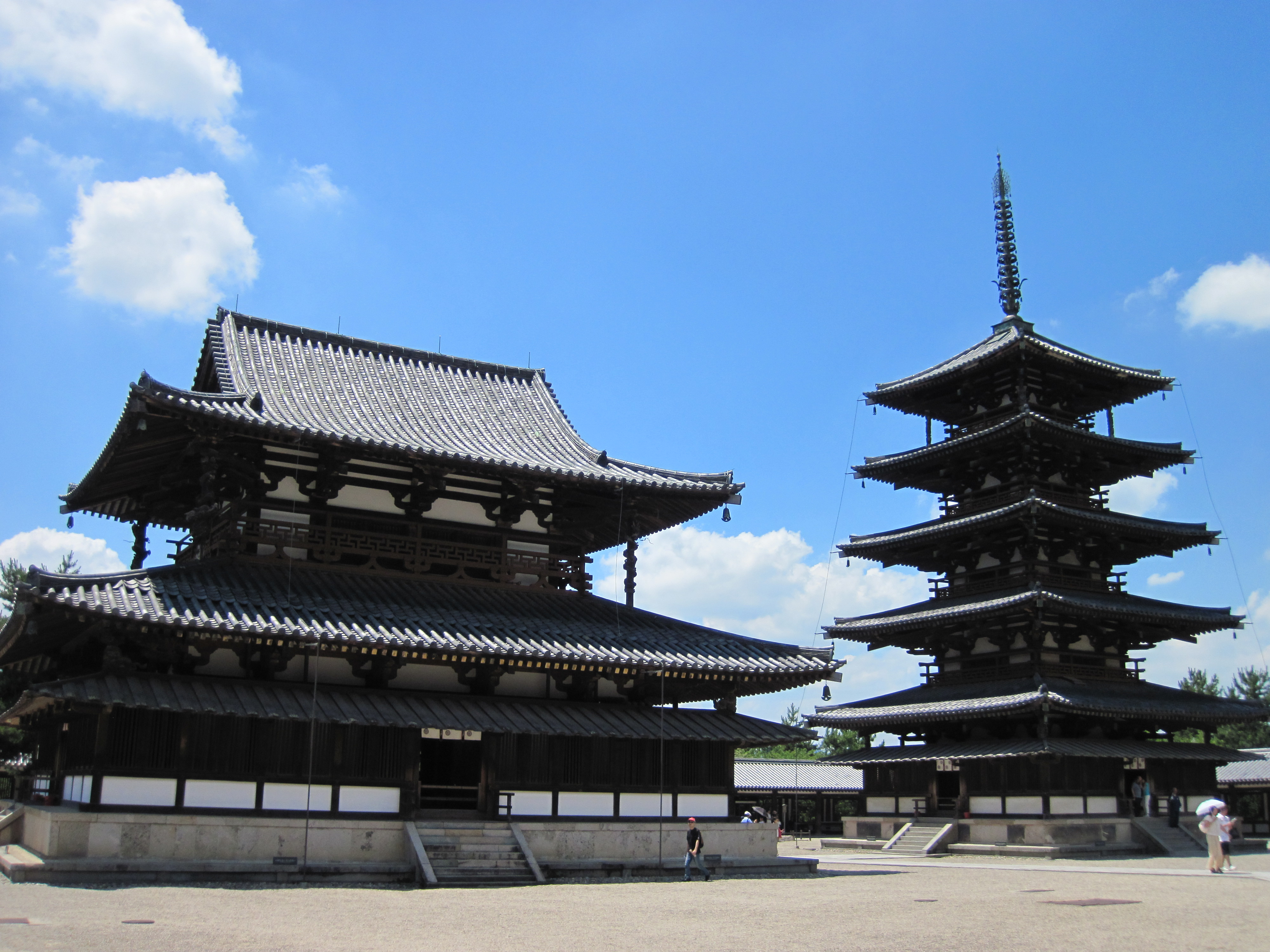
法隆寺西院伽藍

奈良盆地北西部、矢田丘陵南東麓の法隆寺山内、西院伽藍南東の子院の普門院の南側（西院境内南東隅）の若草の地に位置する。推古天皇と聖徳太子（厩戸皇子）によって建立された法隆寺の創建期伽藍跡と推定され、東の東院伽藍の下層には聖徳太子・山背大兄王が住んだ斑鳩宮の所在が推定される。江戸時代中頃には塔心礎の存在が知られ「若草之伽藍」と通称されており、明治期に塔心礎は持ち出されたが、1939年（昭和14年）に戻される際に発掘調査が実施され、その後に10数次の調査が実施されている。
伽藍は四天王寺式伽藍配置で、南に塔、北に金堂を一直線に配置する。伽藍の主軸は西に約20度傾き、西院伽藍とは斜交する。寺域からは多量の飛鳥時代の瓦が出土しており、特に初めて軒平瓦を導入するという瓦史上の画期が認められる。瓦の多くは二次的に焼けていることから、『日本書紀』天智天皇9年（670年）条の法隆寺全焼記事に見える焼失伽藍跡に比定される。昭和14年の発掘は西院伽藍が創建当時のものか再建後のものかを巡る法隆寺再建非再建論争に終止符を打つこととなり、法隆寺の創建期の実態を知るうえで重要視されるとともに、日本の古代寺院史上においても重要な位置づけにある寺院跡である。
寺跡域の大部分（法隆寺南面大垣以北）は1951年（昭和26年）に国の史跡に指定されている（史跡「法隆寺旧境内」のうち）。現在では塔跡・金堂跡付近は空き地となっており、立ち入りは制限されている。

## 遺跡歴

### 調査前史
「若草」とは普門院（旧観音院）南側の空き地を指した地名であるが、平安時代の法隆寺一切経奥書などによれば、かつては「花園」と呼ばれたとみられる。「若草」の地名の初見は、宝永4年（1707年）の「普請方諸払帳」の記載であり、仏花・疏菜を栽培した「花園」が放置されて荒野に転じた経緯を示唆する。この若草の地に塔心礎が所在することは江戸時代中期から知られており、延享3年（1746年）の法隆寺僧の良訓による『古今一陽集』では、観音院の敷地内の若草と呼ばれる藪に礎石があると見えるほか、昔は「若草之伽藍」があったとする伝承や礎石図を載せる。
明治維新後、1873年（明治3年）の「寺院々屋敷反別坪割帳」では普門院境内の南寄りに「塔趾」と記す絵図を載せる。1877年（明治10年）には、堺県の役人が塔心礎付近の発掘をおこなったが、遺物は出土しなかったという。なお、この明治10年の発掘の際に塔心礎が搬出されたとする説があるが、依然その後も法隆寺での存在を示唆する記録がみられる。
明治30-40年頃に、若草伽藍跡の塔心礎は北畠治房男爵家に多宝塔（または五重石塔）の台石にするために持ち出されたといわれる。1915年（大正4年）には、塔心礎と多宝塔は住吉観音林（現在の神戸市東灘区住吉）の久原房之助邸へと移された。1938年（昭和13年）、久原邸が野村徳七の所有となったことで多宝塔は野村家本邸へと移されたが、塔心礎は残されたままの状況であった。
法隆寺は、推古天皇15年（607年）に推古天皇・聖徳太子（厩戸皇子）によって建立されたと伝えられるが（法隆寺金堂薬師如来像光背銘）、『日本書紀』天智天皇9年（670年）4月30日条に法隆寺全焼記事が記載されるものの再興記事がみられないことから、西院伽藍が創建当時のものか再建されたものかを巡る議論が明治20年代頃から展開した（詳細は「法隆寺再建非再建論争」参照）。論争は白熱化し、野村邸の塔心礎も注目されて話題を呼ぶこととなった。

### 石田茂作の調査
1939年（昭和14年）、塔心礎が法隆寺に返還されることとなり、法隆寺側が本来の位置に据える希望を持ったことから、発掘調査が実施されることとなった。
同年12月、石田茂作・末永雅雄・澄田正一らが15日間の調査をおこなう。その結果、塔心礎が所在した場所では塔跡と思われる一辺51尺の掘込地業による基壇が確認され、その北側では金堂跡と思われる東西72尺・南北64尺の掘込地業による基壇が確認されたことから、西院伽藍とは異なる主軸の四天王寺式伽藍配置の寺院跡が存在することが判明した。石田茂作らの発掘によって、西院伽藍に先行する伽藍の存在が明らかとなったことから、50年におよぶ議論には一応の終止符が打たれることとなった。
1951年（昭和26年）6月9日、法隆寺の寺地は「法隆寺旧境内」として国の史跡に指定され、若草伽藍跡の推定寺域も大垣南面以北の部分がこれに含まれている。

### 国営発掘・防災工事調査
1968・1969年（昭和43・44年）には、文化庁による国営の発掘調査が実施された。これは、若草伽藍跡の南側における法隆寺西院南面大垣の解体修理を契機として、若草伽藍跡の中心部の詳細を明らかにすることを目的としたものである。調査では金堂基壇と塔基壇が再確認され、寺域の中軸線が明確になるとともに、金堂と塔の造成順序が判明した。なお、国営発掘は1950年（昭和25年）の吉胡貝塚の調査に始まったが、この若草伽藍跡の調査が最後となっている。
昭和50年代には、奈良国立文化財研究所（当時）・奈良県立橿原考古学研究所による法隆寺境内の防災工事に伴う発掘調査がおこなわれている。調査区幅は狭いものの法隆寺境内全体が対象となった画期的な調査となり、若草伽藍跡についても遺構・遺物が確認されている。推定寺域の北西隅では西院伽藍に斜交する東西・南北の柱穴列が確認されており、それぞれ寺域の北限ライン・西限ラインと推定される。また、南北柱穴列の設置に伴う自然流路の埋め立てと、それを付け替えた造成工事の存在が明らかとされている。調査後には、土器・瓦などの出土遺物の調査・研究や斑鳩宮との比較研究が展開している。

### 平成以降

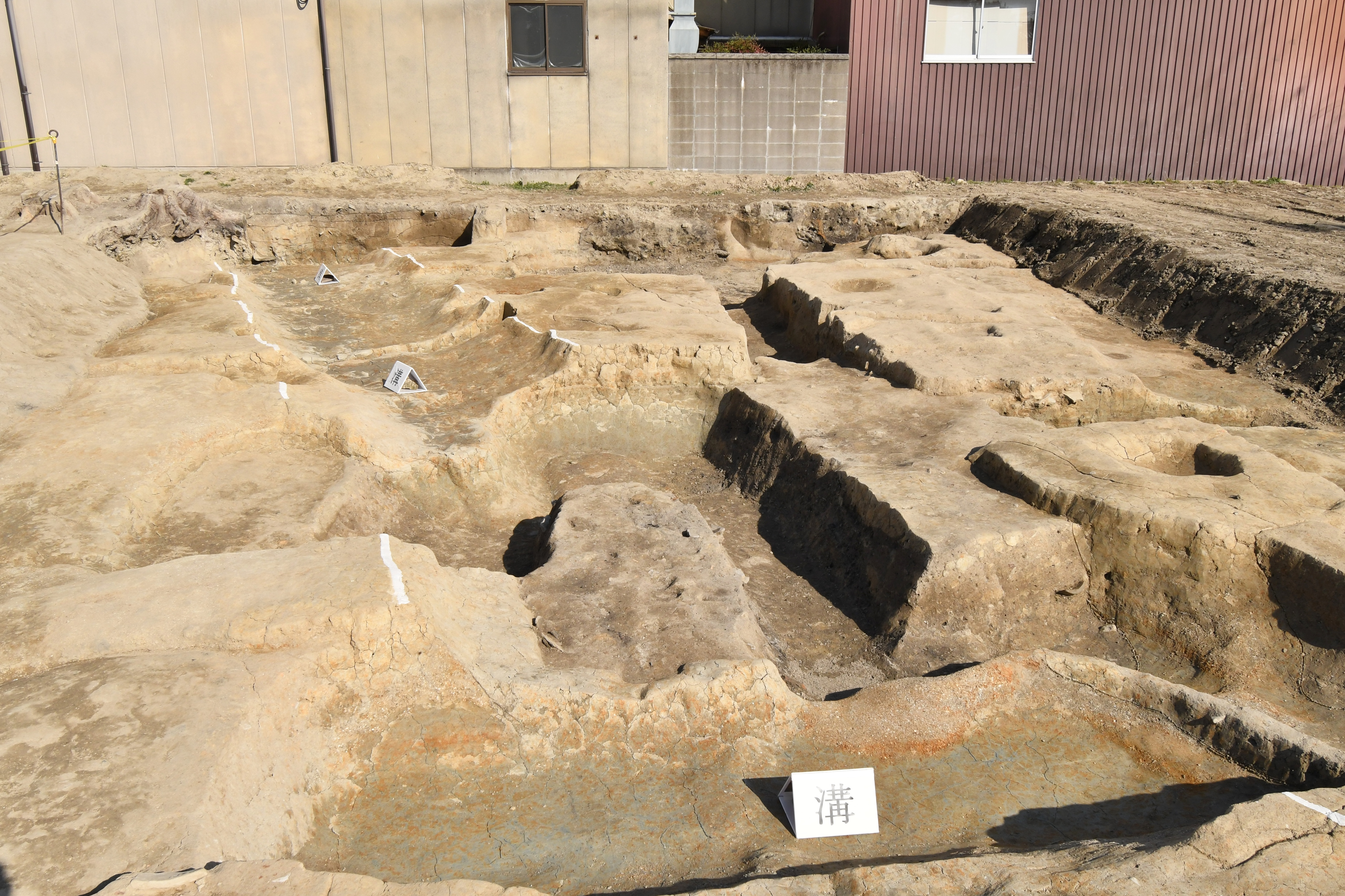
亥嶋社地点 推定南限溝2024年現地説明会時に撮影。

2004年（平成16年）には、斑鳩町教育委員会によって法隆寺南大門の南東における門前東側広場整備に伴う発掘調査がおこなわれている。法隆寺防災工事で示された西限ラインの西外側における調査であるが、中軸線と平行する斜行溝が確認され、寺域西限が広がる可能性がある。溝からは二次焼成を受けた多量の瓦と壁土が出土しており、壁土には彩色がみられる壁画片が多数含まれ、日本最古の寺院壁画として注目された。焼瓦の出土によって若草伽藍跡における火災が確定的となり、『日本書紀』の全焼記事を裏付けて再建論を支持する調査結果となっている。
2006年（平成18年）には、奈良県立橿原考古学研究所によって法隆寺東面大垣解体修理工事に伴う調査が実施されている。南北の柱穴列が確認されており、東限ラインと推定されるほか、軒瓦・鴟尾が比較的まとまって出土している。
2016-2017年（平成28-29年）には、斑鳩町教育委員会によって伽藍中軸線上の中門・南門推定地（亥嶋社地点）で学術調査が実施されている。削平のため中門・南門の遺構確認には至っていないが、南限溝の可能性のある斜行溝が確認されている。2023-2024年（令和5-6年）にも、斑鳩町教育委員会によって亥嶋社地点で民間建物建設に伴う発掘調査が実施されており、推定南限溝の斜行溝が確認されるとともに、多量の瓦が出土している。

### 年表
| 年          | 年            | 出来事                   | 調査               | 調査                   | 調査           | 調査                                             |
| 西暦        | 和暦          | 出来事                   | 次数               | 原因                   | 主体           | 報告                                             |
| ----------- | ------------- | ------------------------ | ------------------ | ---------------------- | -------------- | ------------------------------------------------ |
| 1746年      | 延享3年       | 『古今一陽集』に記述     |                    |                        |                |                                                  |
| 1877年      | 明治10年      | 堺県役人による発掘       |                    |                        |                |                                                  |
|             | 明治30-40年頃 | 塔心礎の搬出             |                    |                        |                |                                                  |
|             |               |                          |                    |                        |                |                                                  |
| 1939年      | 昭和14年      | 塔心礎の返還             | 第1次              | 学術                   | 石田茂作ら     | 石田茂作1941                                     |
| 1951年      | 昭和26年      | 史跡「法隆寺旧境内」指定 |                    |                        |                |                                                  |
| 1968-1969年 | 昭和43-44年   |                          | 第2次              | 学術                   | 文化庁         | 文化庁記念物課1968 文化庁記念物課1969 奈文研2007 |
| 1967-1974年 | 昭和42-49年   |                          | 第3次              | 法隆寺大垣南面修理工事 | 県             |                                                  |
| 1978-1985年 | 昭和53-60年   |                          | 第4次              | 法隆寺防災施設工事     | 奈文研・橿考研 | 法隆寺1982 法隆寺1983 法隆寺1985                 |
| 1986年      | 昭和61年      |                          | 第5次              | 工場建物建設           | 橿考研         | 橿考研1989                                       |
| 1991年      | 平成3年       |                          | 第6次（平城225次） | 観音院改築             | 奈文研・橿考研 | 奈文研1992                                       |
| 1993年      | 平成5年       |                          | 第7次（町93-1次）  | 個人住宅建設           | 町教委         | 県内市町村埋文報告会1994                         |
| 1999年      | 平成11年      |                          | 第8次（町99-1次）  | 個人住宅建設           | 町教委         | 町教委2002                                       |
| 2004年      | 平成16年      |                          | 第9次（町04-1次）  | 公共下水道工事調査     | 町教委         | 町教委2004                                       |
| 2004年      | 平成16年      |                          | 第10次（町04-3次） | 法隆寺門前東側広場整備 | 町教委         |                                                  |
| 2005年      | 平成17年      |                          | 第11次（町05-1次） | 公共下水道工事         | 町教委         | 町教委2006                                       |
| 2006年      | 平成18年      |                          | 第12次             | 法隆寺大垣東面修理工事 | 橿考研         |                                                  |
| 2016-2017年 | 平成28-29年   |                          | 第13次（町16-1次） | 学術                   | 町教委         |                                                  |
| 2023-2024年 | 令和5-6年     |                          | （町23-1次）       | 民間建物建設           | 町教委         | [ 6 ]                                            |

## 遺構

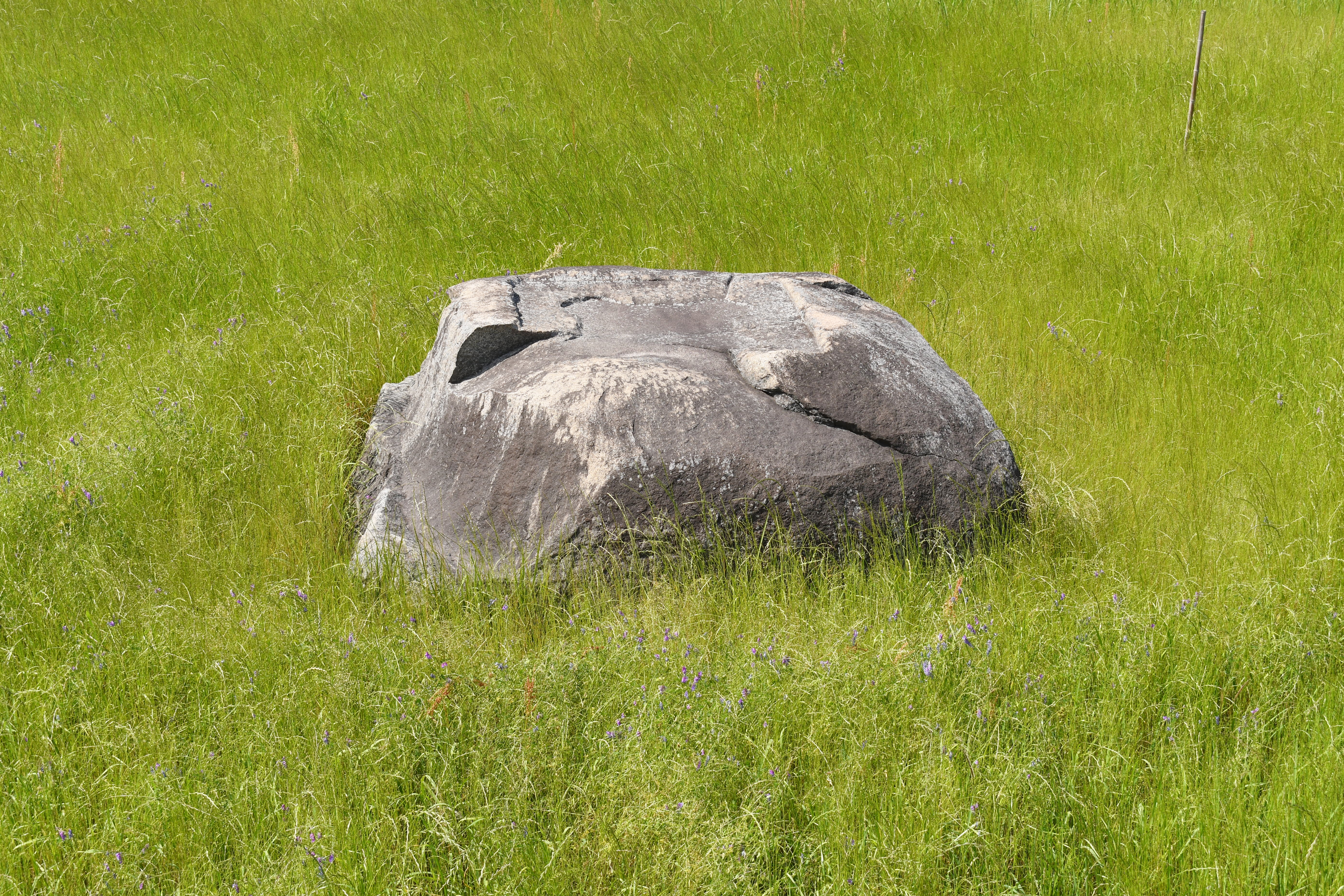
塔心礎

推定寺域としては、西院伽藍の南東の普門院南側を中心とする方形区画が想定される。金堂基壇・塔基壇を結ぶ中軸線は北から西に23-25度偏っており、法起寺下層遺構・筋違道とはほぼ同じ方位で、法隆寺東院地下遺構とは約8度異なる。昭和50年代調査では、鏡池付近において寺域北側・西側の柱穴列が確認されており、それぞれ北限ライン・西限ラインとみられる。ただし、平成16年の南大門南東における調査では、西限ラインよりもさらに西側で斜行溝が確認されたことから、さらに寺域が広がる可能性がある。また、平成18年調査では寺域東限の可能性のある柱穴列が、平成28-29年調査・令和5-6年調査では寺域南限の可能性のある溝が確認されている。以上による推定寺域の範囲は、南北約170メートル（南限溝を仮定した場合は約156メートル）・東西約150メートルを測る。
主要伽藍としては金堂・塔の遺構が確認されており、金堂を北、塔を南に一直線に配する四天王寺式伽藍配置である。遺構の詳細は次の通り。
金堂
本尊を祀る建物。寺域中央北側に位置する。昭和14年調査で確認され、昭和43・44年調査で再確認されている。基壇は掘込地業によって構築され、東西約21.8メートル・南北約19.4メートルを測る。金堂基壇造成に伴う排水溝は塔造成時に埋め戻されており、塔に先行する造成とされる。
塔
釈迦の遺骨（舎利）を納める塔。寺域中央南側に位置する。昭和14年調査で確認され、昭和43・44年調査で再確認されている。基壇は掘込地業によって構築され、東西約15.5メートルを測る（南側は調査区外のため不明）。金堂に後続する造成とされる。
塔心礎は、明治期に持ち出されて庭石に転用されたのち、昭和14年に再設置されている。一辺約2.7メートル・高さ約1.2メートルを測り、庭石に転用された際に上面が加工されているほか、大きい割れが認められる。江戸時代中期には地上に露出していたが、発掘調査では基壇に据え付け痕は確認されていない。当時に多い飛鳥寺（明日香村）のような地下式心礎ではなく、尼寺廃寺跡（香芝市）のような半地下式心礎や、法起寺（斑鳩町岡本）のような地上式心礎の可能性が挙げられる。また、平成16年調査では溝から壁土と壁画が多量に出土している。壁画片はいずれも小片であるが、絵柄が小ぶりであることから、塔の壁画の可能性がある。
寺域からは多量の瓦をはじめとする遺物が出土している。瓦は飛鳥時代から現代まで連続的に使用されていることから、瓦研究において重要な資料群と位置づけられる。平成16年調査や令和5-6年調査では、斜行溝から二次的に焼けた瓦が出土しており、激しい火災で焼失した様子を示唆する。平成16年調査出土瓦のうち、塔所用瓦の多くが焼けている一方で金堂所用瓦では焼けていないものもみられることから、落雷などで塔で火災が発生し、金堂に延焼したものの全焼は免れたとみられる。これは、西院伽藍金堂に飛鳥時代の仏像群が伝わる現状とも整合的である。

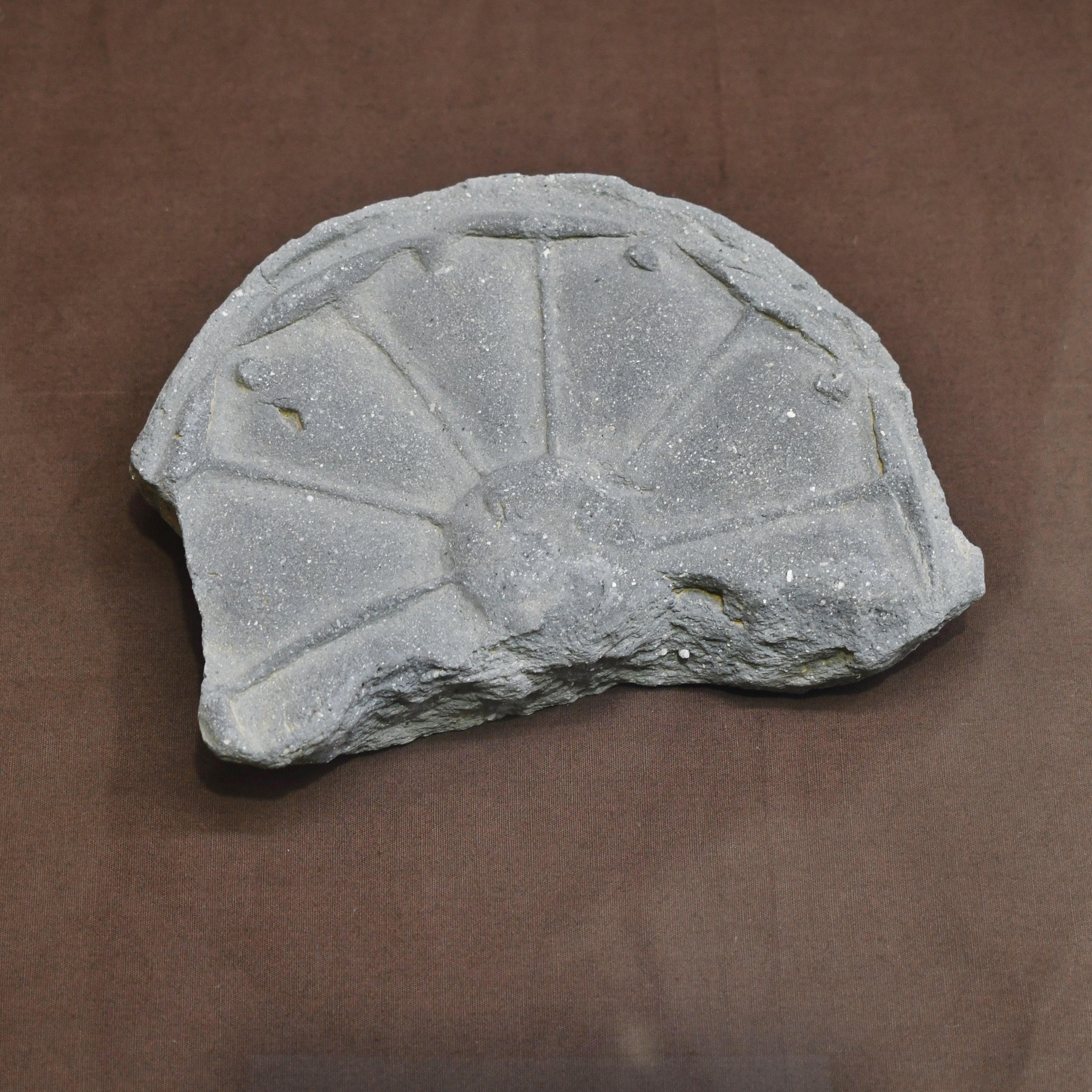
素弁九弁蓮華文軒丸瓦（3Bb） 町23-1次。2024年現地説明会時に撮影。
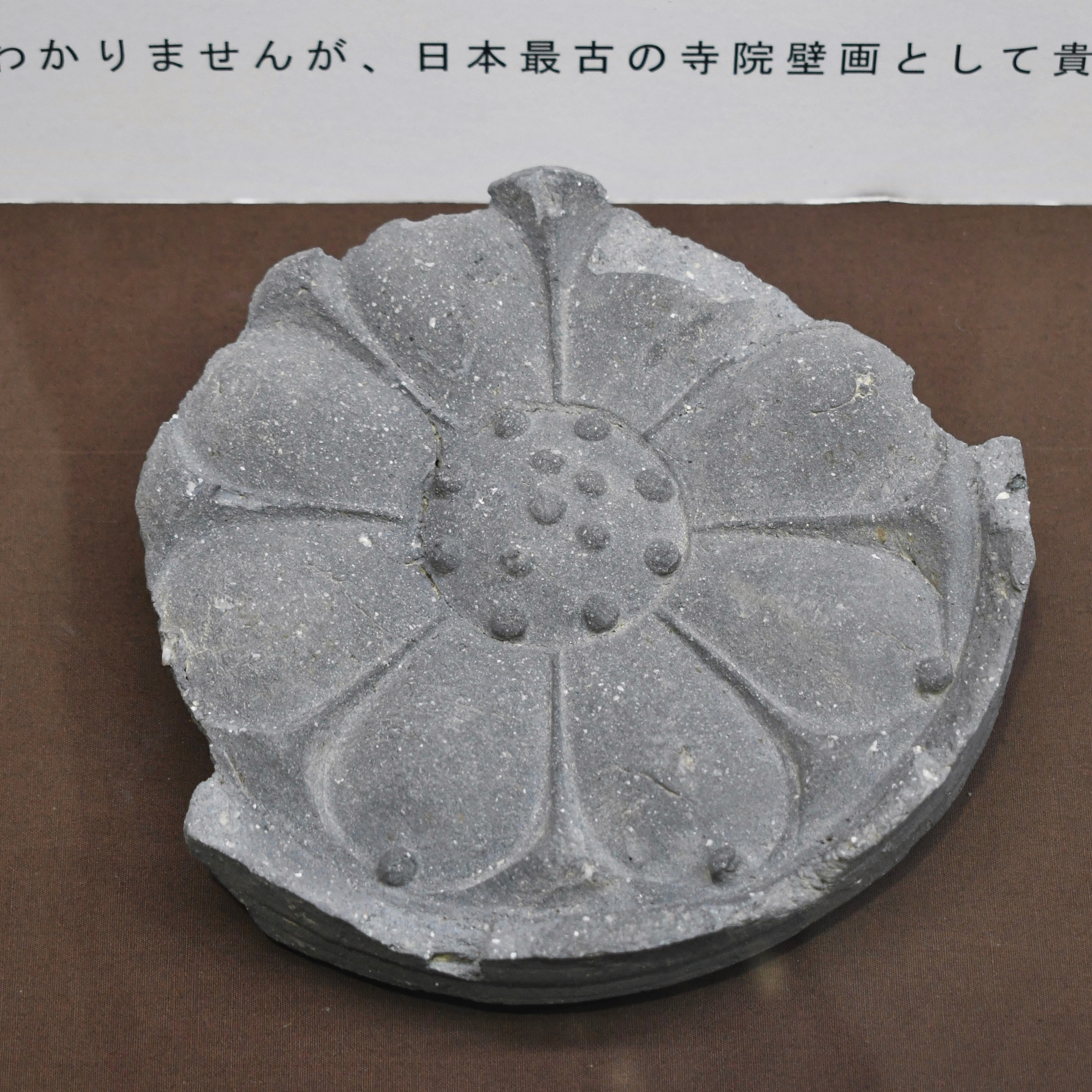
素弁八弁蓮華文軒丸瓦（6Db） 町23-1次。2024年現地説明会時に撮影。
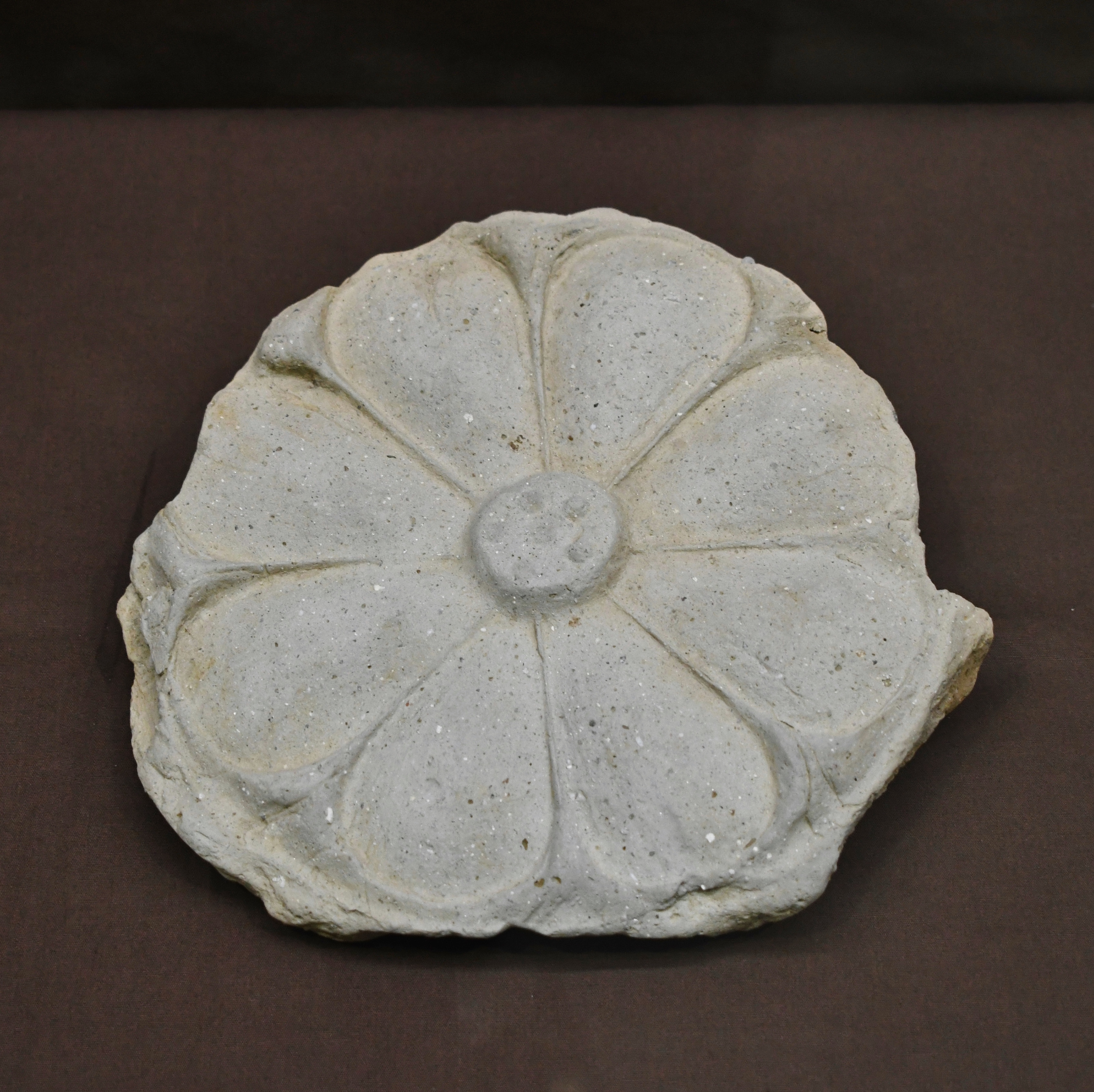
素弁八弁蓮華文軒丸瓦（7A） 町23-1次。2024年現地説明会時に撮影。
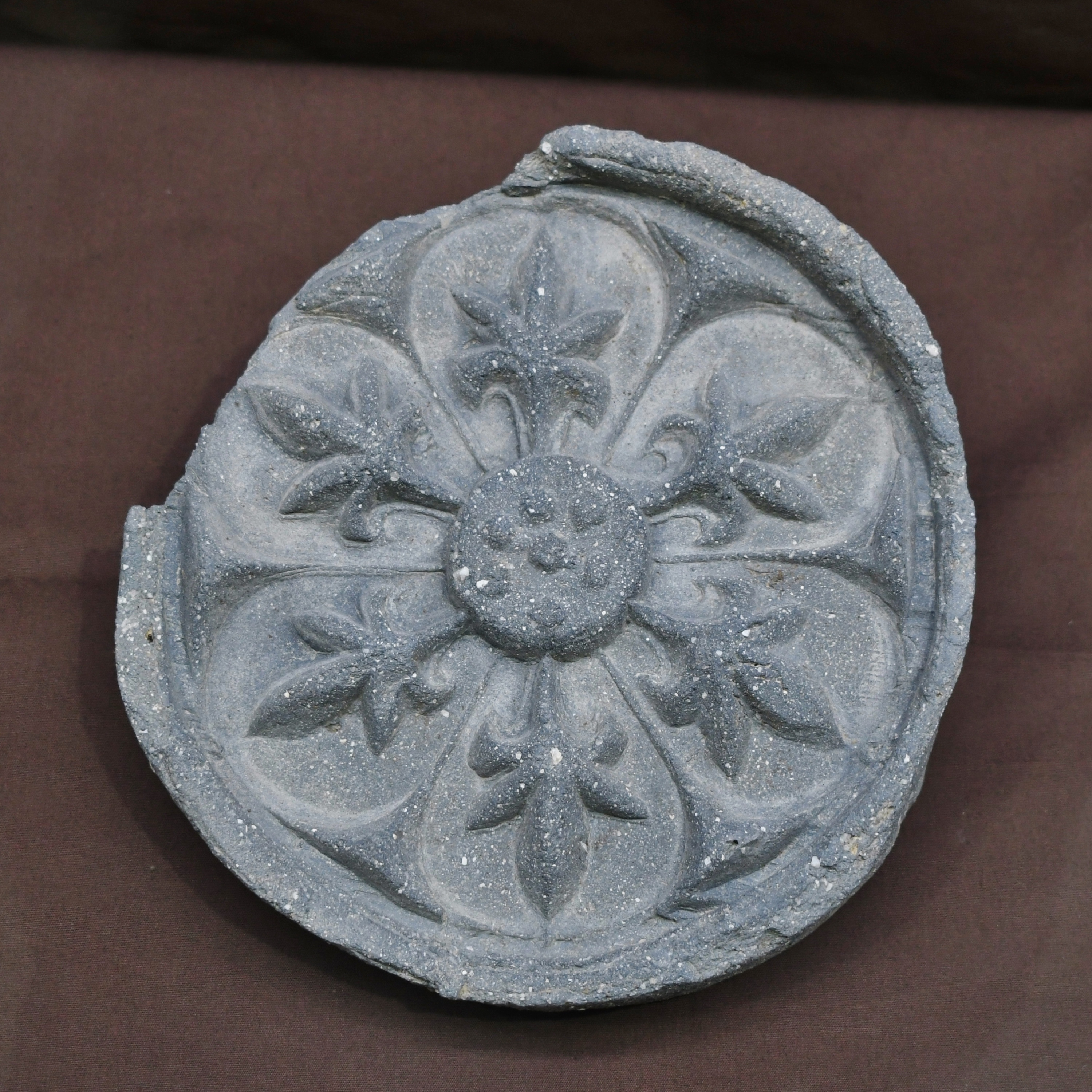
単弁忍冬文装飾六弁蓮華文軒丸瓦（33A） 町23-1次。2024年現地説明会時に撮影。
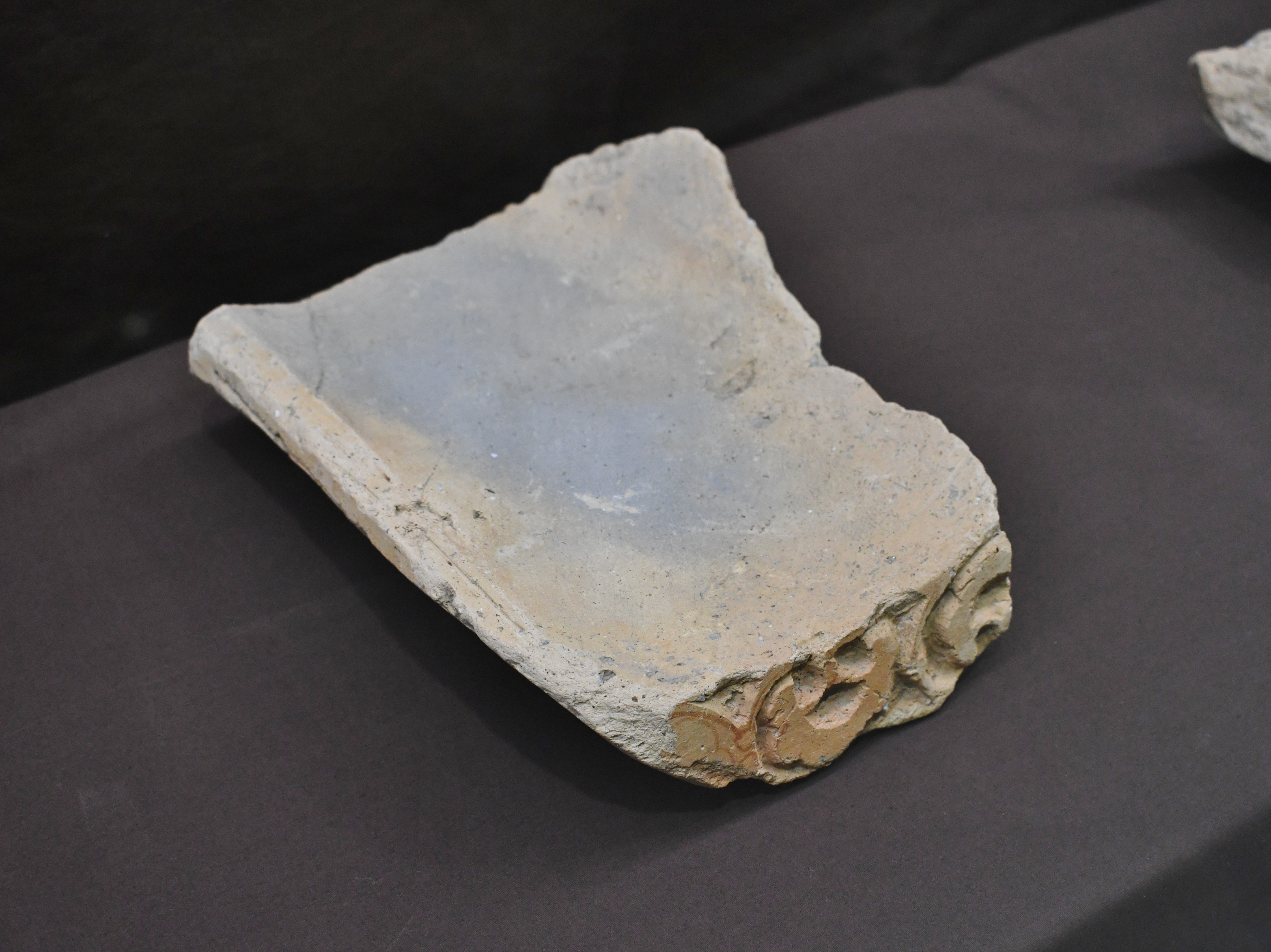
手彫り忍冬唐草文軒平瓦 町23-1次。2024年現地説明会時に撮影。
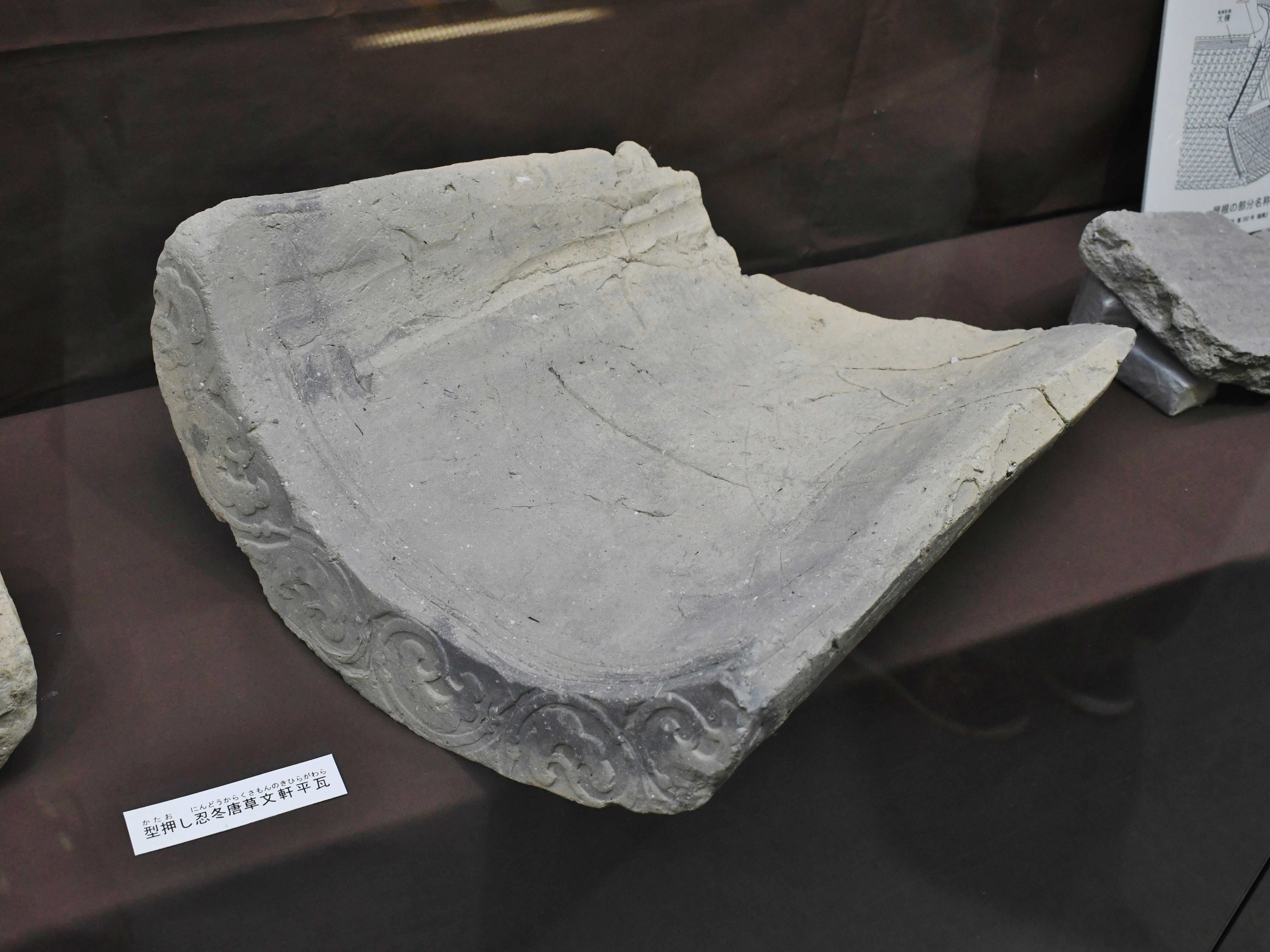
型押し忍冬唐草文軒平瓦（213B） 町23-1次。2024年現地説明会時に撮影。
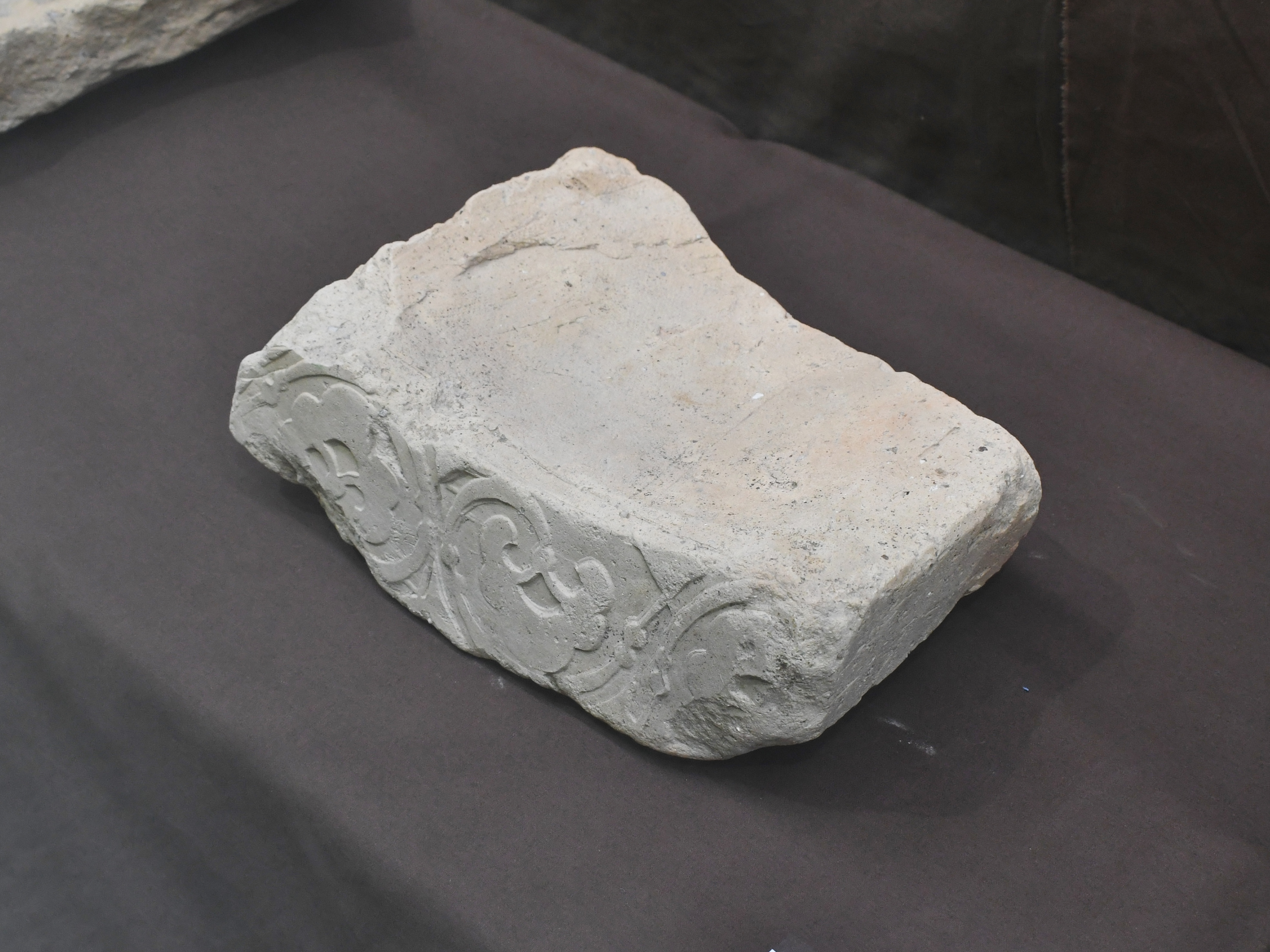
型押し忍冬唐草文軒平瓦 町23-1次。2024年現地説明会時に撮影。
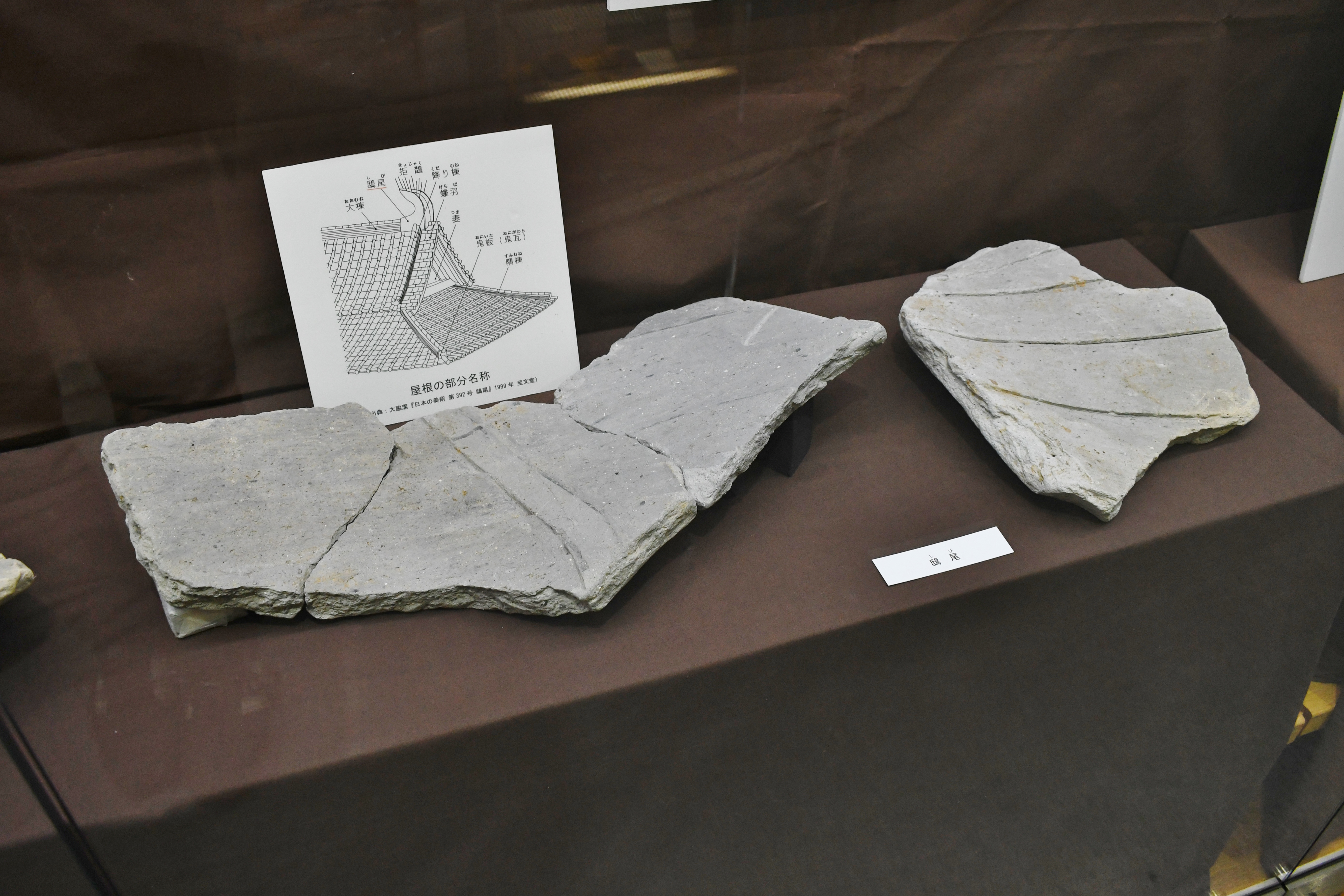
鴟尾 町23-1次。2024年現地説明会時に撮影。
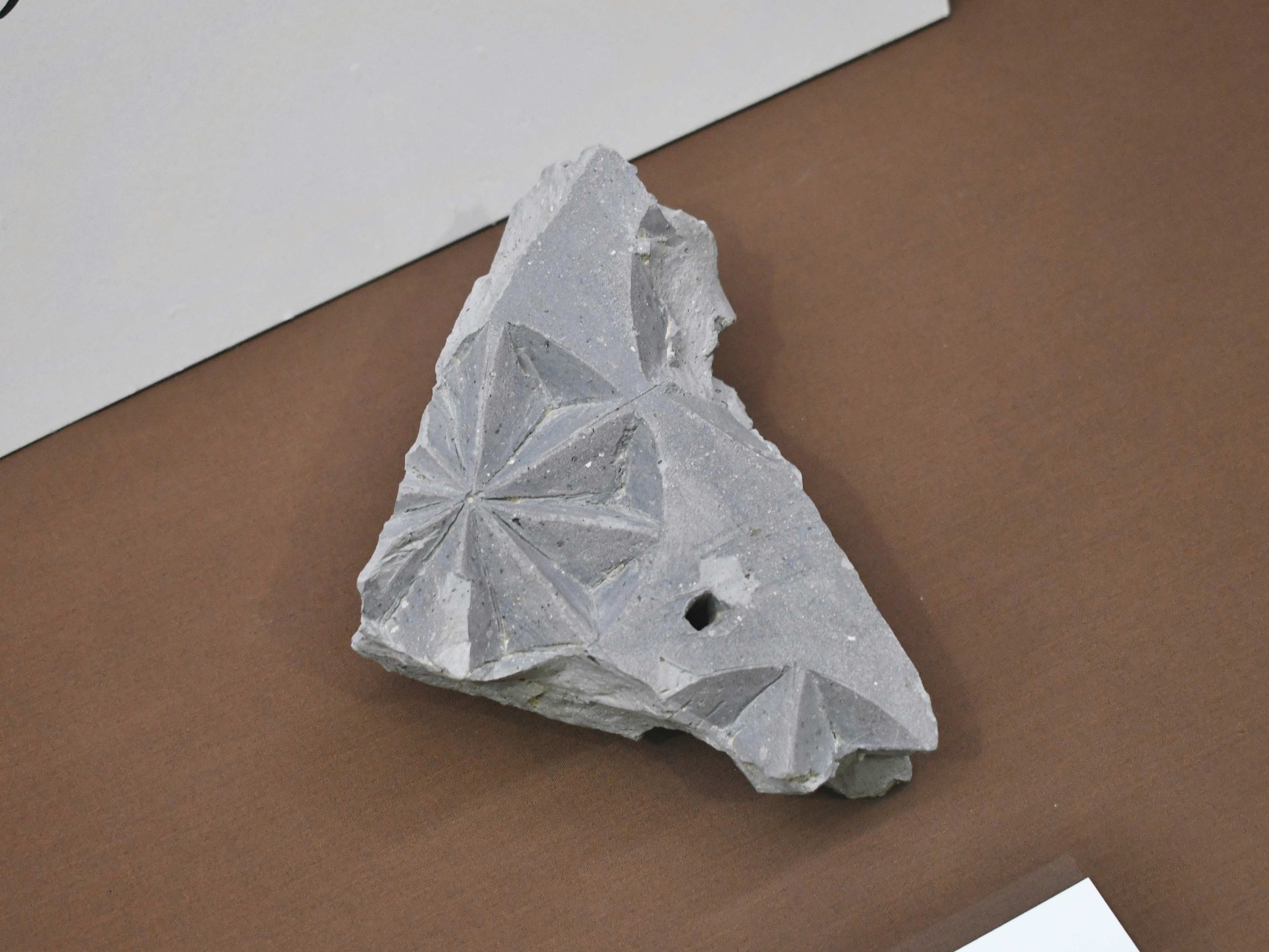
蓮華文鬼板 町23-1次。2024年現地説明会時に撮影。
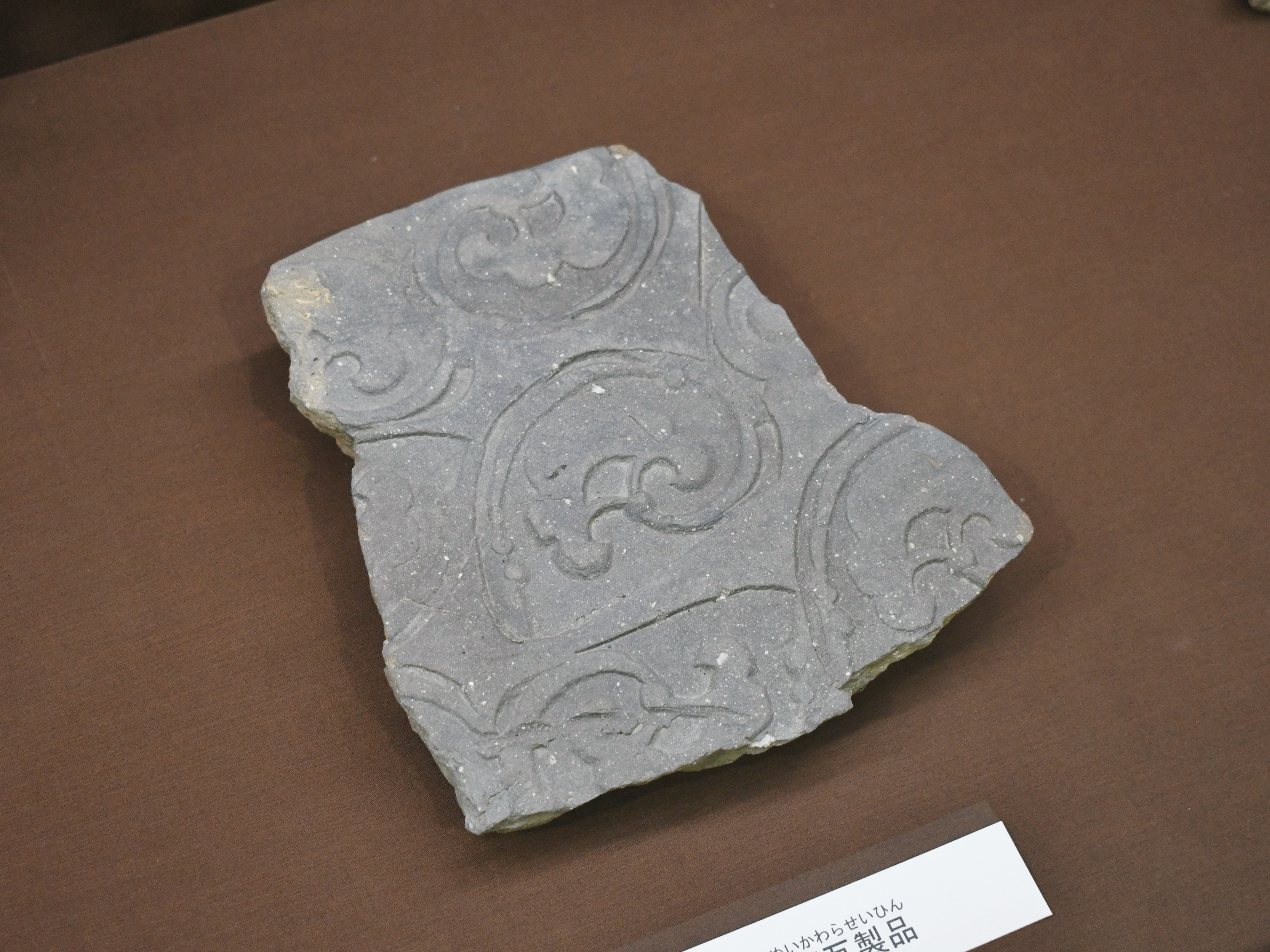
不明瓦製品 町23-1次。2024年現地説明会時に撮影。
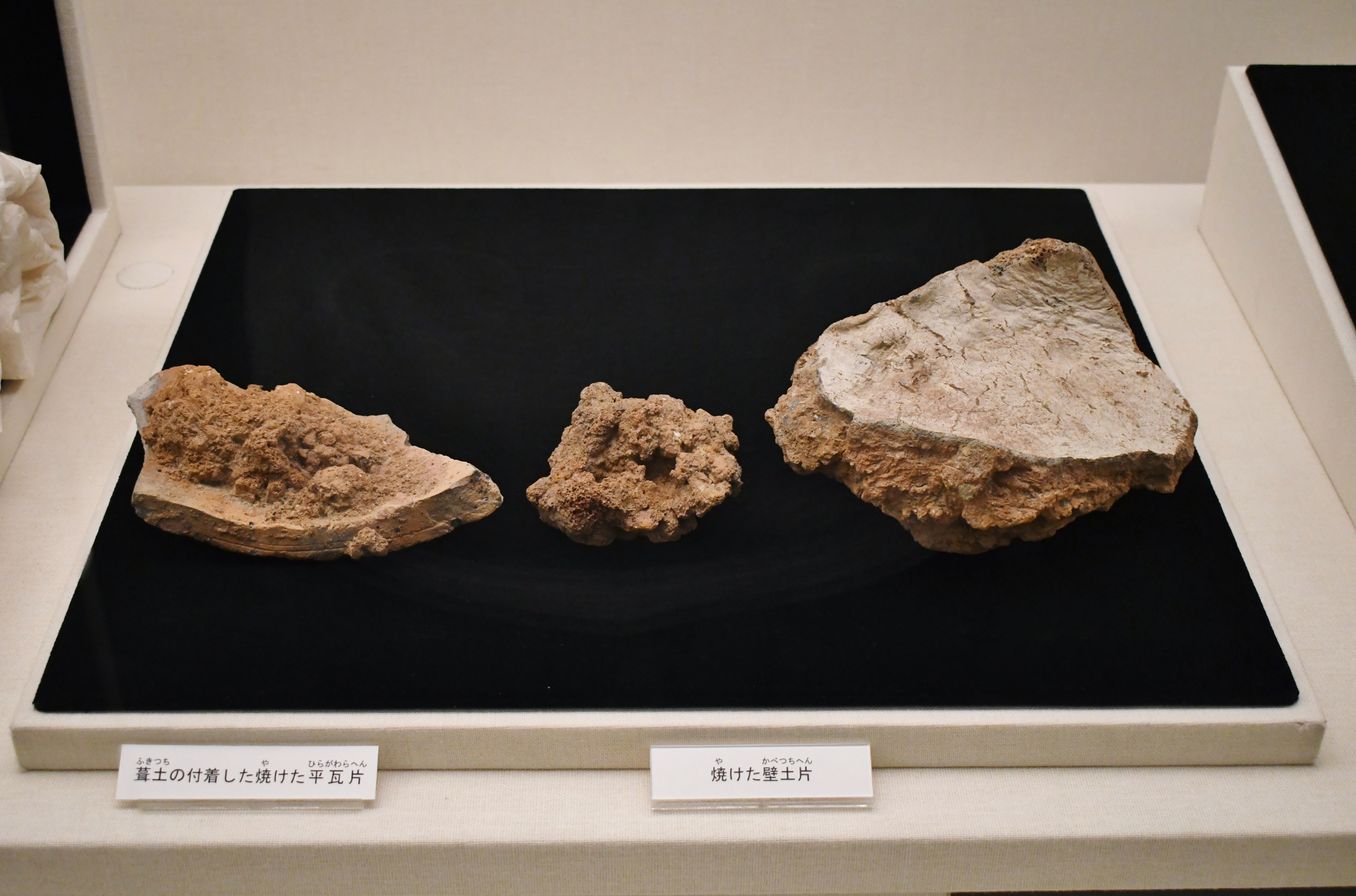
葺土の付着した焼けた平瓦片・焼けた壁土片 町23-1次。斑鳩文化財センター展示。

## 関連施設
- 斑鳩文化財センター（斑鳩町法隆寺西）

## 関連文献
（記事執筆に使用していない関連文献）
- 石田茂作『日本上代文化の研究 聖徳太子一三二〇年御忌奉讃記念論文集』法相宗勧学院同窓会、1941年。
- 『法隆寺若草伽藍跡 昭和43年度発掘調査概報』文化庁文化財保護部記念物課、1968年。
- 『法隆寺若草伽藍跡 昭和44年度発掘調査概報』文化庁文化財保護部記念物課、1969年。
- 『法隆寺防災施設工事・発掘調査報告書』法隆寺、1985年。
- 『斑鳩町斑鳩宮推定地発掘調査概報 -付載若草伽藍推定地の試掘調査-』奈良県立橿原考古学研究所、1987年。
- 『奈良県遺跡調査概報』 1986年度（第2分冊）、奈良県立橿原考古学研究所、1989年。
- 「若草伽藍跡の調査」『平城宮跡発掘調査部発掘調査概報』 1991年度、奈良国立文化財研究所、1992年。 - リンクは奈良文化財研究所「全国文化財総覧」。
- 『奈良県内市町村埋蔵文化財発掘調査報告会資料』 平成5年度、奈良県内市町村埋蔵文化財発掘調査報告会、1994年。
- 『若草伽藍跡西方の調査』斑鳩町教育委員会、2004年。
- 『史跡法隆寺旧境内』斑鳩町教育委員会、2006年。
- 『若草伽藍の壁画展 -古代寺院の荘厳-』斑鳩町教育委員会斑鳩文化財センター〈令和4年度秋季特別展〉、2022年。